# 캐스터웨이
《캐스터웨이》(영어: Castaway)는 영국에서 제작된 니컬러스 로그 감독의 1986년 전기 드라마 영화이다. 올리버 리드, 어맨다 도너호 등이 출연하였다.

## 배경
1981년 25살의 루시 어빈은 49살의 작가 제럴드 킹즐런드가 낸 광고에 지원하여 제럴드와 함께 뉴기니섬과 오스트레일리아 사이의 토레스 해협에 위치한 한 무인도에서 일 년간 조난자(“castaway”)를 자처해 살았다. 루시는 심지어 이민 규정에 맞추기 위해 제럴드와 결혼까지 했다. 본국으로 돌아온 루시는 1983년 당시의 경험을 적은 동명의 책을 냈다. 영화는 이 책에 바탕해 제작되었다.

## 출연진
- 올리버 리드 - 제럴드 킹즐런드 역
- 어맨다 도너호 - 루시 어빈 역
- 조지나 헤일 - 세인트마거릿 수녀 역
- 프랜시스 바버 - 세인트위니프리드 수녀 역
- 토니 리카즈 - 제이슨 역
- 토드 리폰 - 로드 역
- 버지니아 헤이 - 재니스 역

## 반응
원작 작가 루시 어빈은 인터뷰에서 감독과 주연 배우진 모두에게 만족을 표했다.